# Гора Флора
Гора Флора — государственный ботанический видоохранный памятник природы на территории Ловозерского района Мурманской области.

## География
Расположен в центральной части Кольского полуострова в западной части Ловозерского района в северной части горного массива Ловозерские тундры в 8 километрах к северу от озера Сейдозеро у западного склона горы Сэлсурт (Флора) на западном берегу левого истока ручья Берёзового (левого притока реки Сергевань).
Состоит из двух частей: небольшой узкой долины между горами Сэлсурт и Карнасурта и части склона горы Сэлсурт. Точные границы памятника: около 100 метров от северной границы скальных обрывов на северо-восточном склоне горы Карнасурта вдоль их подножия на юг, затем на восток через долину левого истока ручья Берёзового и вдоль северо-западного и северного склонов горы Сэлсурт около километра до среднего течения правого истока того же ручья, отсюда около 100 метров к северу по подножью скальных обрывов на западном склоне горы Сэлсурт, потом прямо на запад около полутора километров через долины обоих истоков ручья Берёзового.
Адрес памятника природы — Мурманская область, Ловозерский район, Ловозерское лесничество, Ловозерское участковое лесничество, квартал 364, выдел 14 и квартал 401, выдел 2. Занимаемая площадь — 10 гектаров.

## Описание
Уникальность памятника природы заключается в большом видовом разнообразии растительного мира. Всего на небольшой территории произрастает более 200 видов сосудистых растений и 50 видов мхов, среди которых много редких и занесённых в Красную книгу Мурманской области видов. Основными объектами охраны являются: вудсия альпийская (Woodsia alpina), кизильник киноварно-красный (Cotoneaster cinnabarinus), лапчатка Шамиссо (Potentilla chamissonis), камнеломка ястребинколистная (Saxifraga hieracifolia), камнеломка тонкая (Saxifraga tenuis) и уникальное для этих мест сообщество с ложечной травой (Cochlearia arctica), известного противоцинготного растения, более типичного для приморских районов. Из них вудсия альпийская и кизильник киноварно-красный занесены также в Красную книгу Европы.
При присвоении статуса ООПТ был учтён и тот факт, что на склонах горы Флора в этом месте были обнаружены следы древних ископаемых растений.
В целом растительность на территории памятника природы типична для этих мест, из сообществ присутствует травяно-зелёномошное берёзовое криволесье, кустарничковые, мохово-лишайниковые и разнотравно-моховые скопления. Больша́я часть охраняемой территории покрыта каменистыми россыпями, щебнем и глубокими расщелинами.
Из преобладающих растений: в березняках — берёза пушистая (Betula pubenscens), занесённая в региональную Красную книгу рябина Городкова (Sorbus gorodkovii), астрагал холодный (Astragalus frigidus) и купальница европейская (Trollius europaeus); по склонам скал — камнеломка дернистая (Saxifraga caespitosa), осока черноватая (Carax atrata), полевица северная (Agrostis borealis) и ложечница арктическая в скальных трещинах; вдоль ручья — разнотравье с большим количеством зелёных мхов. Из мхов наиболее распространены гигрогипнум ложковидный (Hygrohypnum cochlearifolium) и гигрогипнум норвежский (Hygrohypnum norvegocum). Данных о разнообразии лишайников нет.

## Состояние
Статус памятника природы получен 24 декабря 1980 года решением № 537 исполкома Мурманского областного Совета народных депутатов. Ответственные за контроль и охрану памятника — Дирекция государственных особо охраняемых природных территорий регионального значения Мурманской области и Комитет природопользования и Экологии Мурманской области. На подохранной территории запрещены: рубка леса, любые производственные работы, устройство мест отдыха и любые действия, ведущие к загрязнению памятника природы.
Климат континентальный, средняя температура самого тёплого месяца в районе памятника составляет 12 °C, самого холодного — −14,3 °C, годовая сумма осадков — 376 мм.
По состоянию на 2010 год последнее крупное обследование проводилось 7 октября 2003 года сотрудниками ПАБСИ КолНЦ РАН О. А. Белкиной, Г. П. Урбанавичюс и В. А. Костиной. Каких-либо существенных изменений в экологии памятника замечено не было.
Несмотря на то, что памятник лежит в относительной близости с населёнными пунктами Ревда (в 8 километрах к северо-западу) и Ильма (в 5 километрах к западу), добраться до него довольно сложно, в связи с отсутствием перевала между горами.

## Дополнительные источники
- Лист карты Q-36-V,VI Ревда. Масштаб: 1 : 200 000. Указать дату выпуска/состояния местности.
- Лист карты Q-36-9,10. Масштаб: 1 : 100 000. Указать дату выпуска/состояния местности.
- Лист карты Q-36-10-А,Б Ревда. Масштаб: 1 : 50 000.